# Philopota temperata
Philopota temperata är en tvåvingeart som beskrevs av Walker 1852. Philopota temperata ingår i släktet Philopota och familjen kulflugor. Inga underarter finns listade i Catalogue of Life.